# Nokia 6210 Navigator
Nokia 6210 Navigator – model telefonu komórkowego z systemem operacyjnym Symbian, produkcji fińskiej firmy Nokia. Zawiera mapy i oprogramowanie do nawigacji uruchamiane specjalnym klawiszem. W pakiecie combo dodatkowo uchwyt samochodowy Nokia CR-97.

## Najważniejsze cechy i funkcje
- Oparty na systemie Symbian OS 9.3.
- Procesor ARM 11 (369 MHz) i pamięć RAM (128 MB) oraz obsługa MIDP 2.0 umożliwia uruchomienie aplikacji java.
- Szybki dostęp do internetu dzięki połączeniom 3G – HSDPA[2].
- Możliwość rozszerzenia pamięci poprzez karty microSDHC (do 8 GB).
- Mapy Nokia z nawigacją, A-GPS (wbudowany moduł GPS).
- Czujnik ruchu, kompas.

## Częstotliwość działania
- GSM 850/900/1800/1900.
- W-CDMA 900/2100.

## Wymiary i waga
- Wymiary: 103 x 49 x 14,9 mm.
- Masa telefonu: 117 g.
- Objętość: 73 cm³.

## Wyświetlacz
- 2,4" – 240 x 320 pikseli – z aktywną matrycą (TFT) o 16 milionach kolorów i automatycznym dopasowywaniem orientacji wyświetlacza (pion/poziom).

## Aparat fotograficzny i kamera

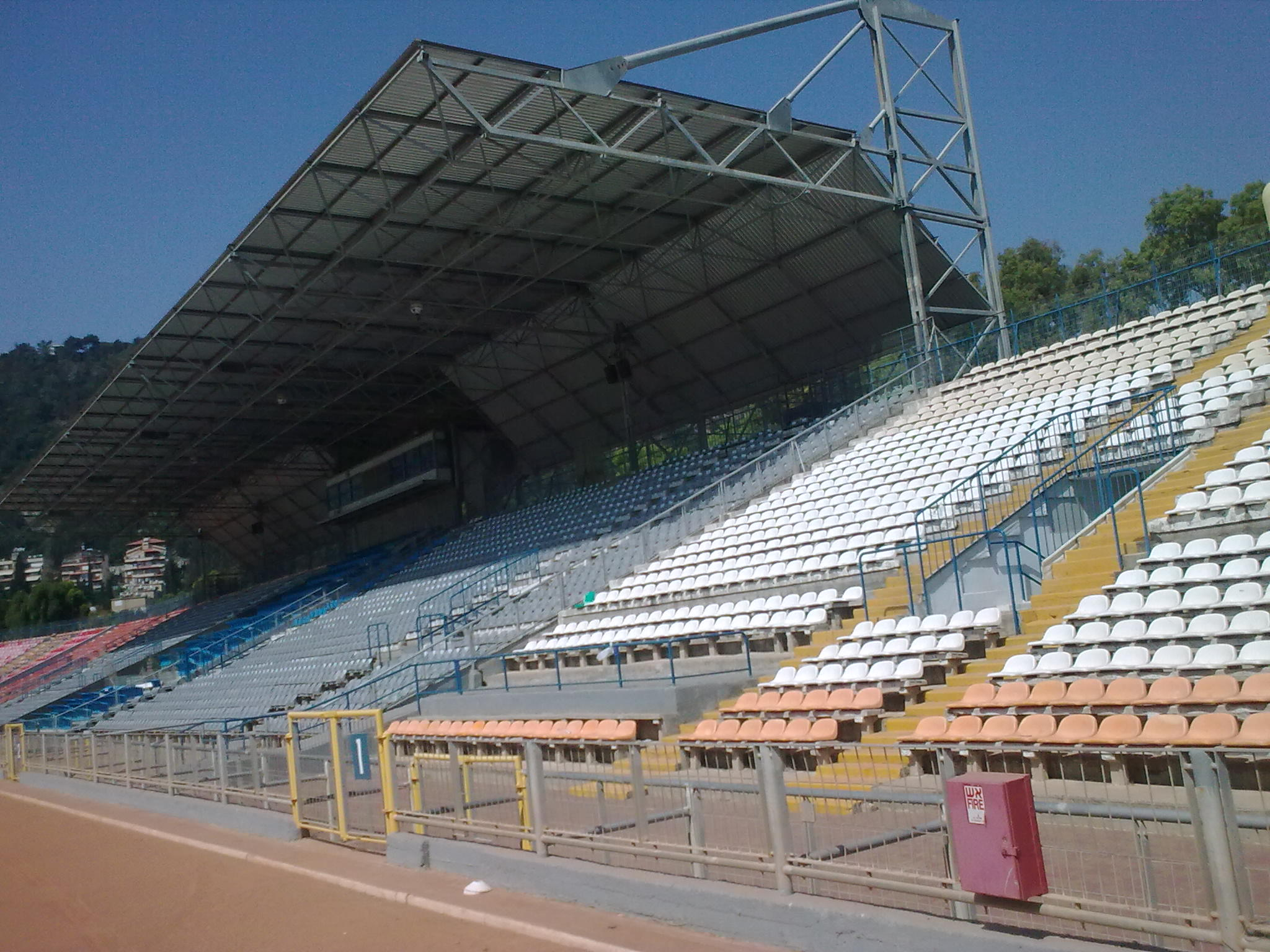
Zdjęcie zrobione telefonem Nokia 6210 Navigator

- Wbudowany aparat 3,2 Mpx z czterokrotnym zbliżeniem cyfrowym (zoom) i lampą błyskową LED.
- Drugi aparat (z przodu) o rozdzielczości 240 x 320 (nagrywanie QCIF – 144 x 176, 15 klatek na sekundę).
- Możliwość odtwarzania plików i transmisji strumieniowych w formacie MPEG-4, H.263 (3GPP) i H.264
- Nagrywanie wideo w formacie H.263 (3GPP) i MPEG4 15 klatek na sekundę o maksymalnej rozdzielczości VGA.
- Połączenia wideo.

## Muzyka
- Odtwarzacz plików muzycznych.
- Radio.
- Dyktafon.
- Odtwarzane formaty: MP3, MP4, AAC, eAAC+ i WMA.
- Stereofoniczne słuchawki HS-47 firmy Nokia.

## Łączność
- Obsługa standardu Bluetooth w wersji 2.0.
- Kabel do transmisji danych CA-101 (USB).
- Wejście słuchawkowe 2.5 mm firmy Nokia.

## Transmisja danych
- GPRS/EGPRS (klasa B, wieloszczelinowa klasa 32).
- WCDMA 900/2100
- Maksymalna szybkość pobierania danych (HSDPA) – do 3,6 Mb/s
- Synchronizacja danych za pomocą pakietu Nokia PC Suite.

## Zasilanie
- Bateria Li-Ion BL-5F o pojemności 950 mAh, umożliwiająca (według producenta) do 235 godzin czuwania i do 3 godzin rozmowy (w trybie GSM), do 240 godzin czuwania i do 2,7 godzin rozmowy (w trybie WCDMA)[2]. Ładowarka podróżna Nokia AC-5 (2,0 mm).